# Gracilechinus acutus
Gracilechinus acutus is een zee-egel uit de familie Echinidae. De wetenschappelijke naam van de soort werd in 1816 gepubliceerd door Jean-Baptiste de Lamarck.

## Beschrijving
De zee-egel Gracilechinus acutus groeit gewoonlijk uit tot 150 mm in diameter in hun volwassen stadium. Ze verschijnen vaak in een roodachtige tot bruinrode kleur met af en toe een egel met een groene kleur. Er zijn verticale witte strepen op de ambulacrale platen. Gracilechinus acutus heeft twee soorten stekels, primaire en secundaire. De primaire stekels zijn lang en taps toelopend, terwijl de secundaire stekels korter en dunner zijn. De stekels fungeren als een verdedigingsmechanisme tegen roofdieren. Het gebied rond de mond bevat geen stekels, maar heeft in plaats daarvan pedicellariën. Deze zee-egel voedt zich met algen en kleine organismen zoals schaaldieren.

## Verspreiding
Gracilechinus acutus is inheems in de Atlantische Oceaan, het Kanaal, de Noordzee en de Middellandse Zee. Ze bevinden zich normaal gesproken op grove ondergronden zoals grind, zand en modderige ondergronden. Ze zijn te vinden in verschillende diepten van een ondiepe 20 meter onder het oppervlak tot meer dan 1000 meter. 